# Nordic Pearl
Die Nordic Pearl ist eine 1989 als Athena in Dienst gestellte Fähre der schwedischen Reederei Rederi AB Gotland, die zeitweise auch als Kreuzfahrtschiff im Einsatz war. Sie verkehrt zwischen Kopenhagen, Frederikshavn und Oslo, seit 2025 unter ihrem jetzigen Namen.

## Geschichte

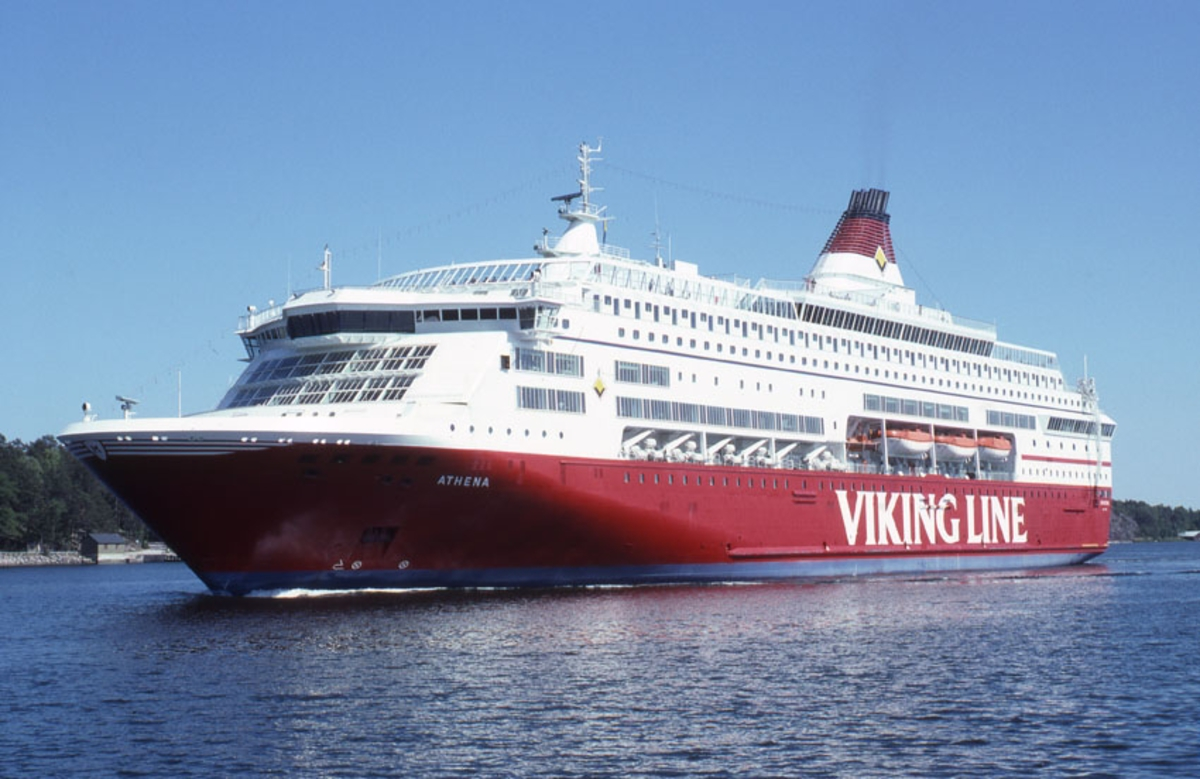
Das Schiff unter seinem ersten Namen Athena

Die Athena wurde am 27. Mai 1988 unter der Baunummer 1297 in der Werft von Wärtsilä Marine Industries in Turku auf Kiel gelegt und am 22. Oktober 1988 ausgedockt. Nach der Übernahme durch die Rederi AB Slite am 21. April 1989 nahm sie drei Tage später den Fährdienst auf der von Viking Line betriebenen Strecke von Stockholm nach Mariehamn auf. Im Jahr darauf folgte das jüngere Schwesterschiff Kalypso.
Nach der Insolvenz der Rederi AB Slite wurde die Athena im August 1993 in Stockholm aufgelegt und im Monat darauf an Star Cruises in Hongkong verkauft. Im Oktober 1993 erfolgte der Umbau des nun in Star Aquarius umbenannten Schiffes für den Kreuzfahrtbetrieb in Singapur, ehe es von dort aus im Dezember 1993 als Langkapuri Star Aquarius zu seiner ersten Kreuzfahrt aufbrach. Ab 1999 lief die Langkapuri Star Aquarius von Keelung aus Ishigaki und Naha an.
Im Februar 2001 kehrte das nun in Aquarius umbenannte Schiff nach Europa zurück, um für die dänische Det Forenede Dampskibs-Selskab in Aalborg und Hamburg wieder zurück zu einer Passagierfähre umgerüstet zu werden. Am 26. Juni 2001 nahm es als Pearl of Scandinavia den Liniendienst zwischen Kopenhagen, Helsingborg und Oslo auf. Ab Januar 2013 trug die Fähre den Namen Pearl Seaways. Seit 2020 verkehrt sie zwischen Kopenhagen, Frederikshavn und Oslo. Aufgrund der COVID-19-Pandemie war die Pearl Seaways 2020 und 2021 zeitweise aufgelegt. Am 2. Juli 2021 konnte der Betrieb wieder aufgenommen werden.
Im Januar 2025 ging das Schiff unter dem Namen Nordic Pearl an die Rederi AB Gotland und nahm im selben Monat den Dienst für den neuen Betreiber auf.